# All India Trinamool Congress

Das Parteibanner des All India Trinamool Congress stellt vor dem Hintergrund der indischen Flagge eine kleine emporsprießende Pflanze (Jora Ghas Phul) dar.

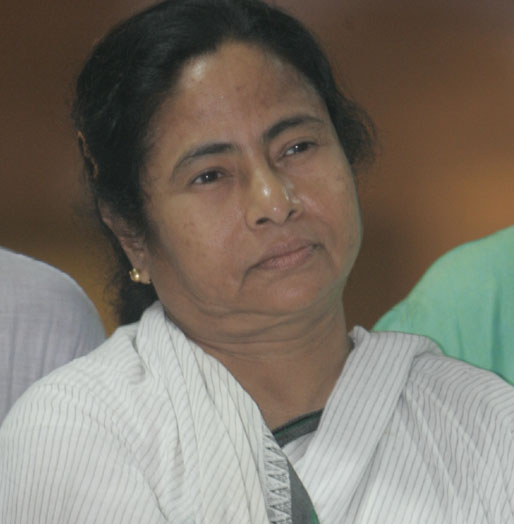
Mamata Banerjee, die Parteigründerin und Fraktionsführerin des All India Trinamool Congress in der Lok Sabha (2008).

All India Trinamool Congress oder auch Trinamul Congress (Bengalisch: সর্বভারতীয় তৃণমূল কংগ্রেস, sarbabhāratīẏa tṛṇamūl kaṃgres; deutsch: Gesamtindischer Graswurzel-Kongress) ist eine politische Partei in Indien im Bundesstaat Westbengalen. Sie wurde 1997 von Mamata Banerjee und anderen ehemaligen Anhängern der Kongresspartei gegründet. Die Parlamentswahlen in Westbengalen 2011, 2016 und 2021 wurden durch den AITC gewonnen und dieser stellte anschließend die Regierung des Bundesstaats.

## Geschichte
Die Parteigründerin Mamata Banerjee begann ihre politische Karriere in Westbengalen zunächst in der Kongresspartei. 1991 wurde sie in der Regierung von Premierminister P. V. Narasimha Rao Ministerin für Entwicklung humaner Ressourcen, Jugend und Sport, sowie Frauen- und Kindesentwicklung (Union Minister of State for Human Resources Development, Youth Affairs and Sports, and Women and Child Development). 1993 trat sie jedoch aufgrund von Differenzen über das Budget vom Ministerposten zurück. In den folgenden Jahren griff sie die Führung der Kongresspartei wegen derer ihrer Ansicht nach zu zögerlichen Politik gegenüber den im Bundesstaat Westbengalen politisch dominierenden kommunistischen Parteien mehrfach öffentlich scharf an. Schließlich wurde sie am 22. Dezember 1997 aus der Kongresspartei ausgeschlossen und gründete 1998 zusammen mit ihren Anhängern, die ebenfalls größtenteils aus der Kongresspartei kamen, in Westbengalen die Partei West Bengal Trinamool Congress (WBTC).
Vor der Parlamentswahl 2004 schloss sich die Regionalorganisation der Nationalist Congress Party in Meghalaya unter Purno Agitok Sangma dem Trinamool Congress an, der sich daraufhin in Nationalist Trinamool Congress umnannte. Sangma verließ 2005 allerdings zusammen mit seinen Anhängern die Partei wieder.
Der politische Hauptgegner von All India Trinamool Congress ist die in Westbengalen zwischen 1977 und 2011 ununterbrochen regierende Communist Party of India (Marxist). Trinamool gewann die Kommunalwahlen in Kolkata im Jahr 2000, verlor die Kontrolle über die Stadt aber im Jahr 2005 wieder an die Kommunisten. Einen ersten großen Erfolg erzielte die Partei bei der Wahl zum gesamtindischen Parlament 2009, bei der die inzwischen in All India Trinamool Congress umbenannte Partei 13,2 Millionen Stimmen (3,2 % der gesamtindischen Stimmen) und 19 der 42 westbengalischen Wahlkreise gewann. In der danach gebildeten Koalitionsregierung unter Premierminister Manmohan Singh erhielt Mamata Banerjee den Posten der Eisenbahnministerin (Ministry of Railways) – ein Amt, das sie schon 1999–2001 innehatte. Bei der Parlamentswahl in Westbengalen 2011 erreichte die Partei die absolute Mehrheit der Sitze und Banerjee trat von ihrem Ministeramt zurück und wurde Chief Minister Westbengalens. Nachdem die Partei bei der Wahl 2009 noch Teil der von der Kongresspartei geführten United Progressive Alliance (UPA) war, zog sich AITC im September 2012 aus der gemeinsamen Koalitionsregierung zurück und schloss sich bei der gesamtindischen Wahl 2014 keiner der großen Parteienkoalitionen an. Bei dieser Wahl konnte der AITC seinen großen Erfolg von 2011 wiederholen, verdrängte die Kommunistischen Parteien in fast allen Wahlkreisen auf den zweiten Platz und erhielt 34 der 42 Parlamentssitze Westbengalens.
Bei der Wahl zum Parlament Westbengalens im April/Mai 2016 konnte der AITC seinen Stimmen- und Mandatsanteil noch weiter ausbauen. Er gewann etwa 45 % der Stimmen und eine Zweidrittelmehrheit der Mandate. Die gegnerische Allianz aus Kongresspartei und Linksparteien landete weit abgeschlagen. In seinem Wahlprogramm hatte der AITC ein „neues Bengalen“ und eine Mischung von verschiedenen sozial- und wirtschaftspolitischen Maßnahmen versprochen (Dorfentwicklung, Frauenförderung, Krankenversorgung, Infrastruktur, Tourismus etc.). Mamata Banerjee bezeichnete die Koalition aus Kommunisten und Kongresspartei als „prinzipienlos und unethisch“.
Bei der gesamtindischen Wahl 2019 konnte der AITC seinen Stimmenanteil im Vergleich zur vorangegangenen Wahl zwar leicht steigern, verlor jedoch aufgrund des Mehrheitswahlrechts einige Mandate an die BJP.
Die Parlamentswahl in Westbengalen 2021 fand ganz unter dem Eindruck der „zweiten Welle“ der COVID-19-Pandemie in Indien statt. Getragen von der persönlichen Popularität der amtierenden Chief Ministerin Banerjee gelang dem AITC erneut ein eindrucksvoller Wahlsieg mit fast 50 % der Stimmen und 72 % der Parlamentsmandate.

## Wahlergebnisse
Die folgende Tabelle zeigt die Wahlergebnisse bei den gesamtindischen Parlamentswahlen und bei den Wahlen in Westbengalen. Von den derzeit 543 Wahlkreisen für die Lok Sabha entfallen auf den Bundesstaat Westbengalen 42. Seit dem 2. September 2016 ist der AITC durch die Indische Wahlkommission als „Nationale Partei“ anerkannt, da der AITC in vier Bundesstaaten (Westbengalen, Meghalaya, Arunachal Pradesh und Manipur) den Status einer Bundesstaatspartei hat.
| Jahr | Wahl                                | Stimmen    | Stimmenanteil† | Parlamentssitze |
| ---- | ----------------------------------- | ---------- | -------------- | --------------- |
| 1998 | Wahl zur Lok Sabha 1998             | 8.920.583  | 02,4 %         | 7/543           |
| 1999 | Wahl zur Lok Sabha 1999             | 9.363.785  | 02,5 %         | 8/543           |
| 2001 | Parlamentswahl in Westbengalen 2001 | 11.229.396 | 30,7 %         | 60/294          |
| 2004 | Wahl zur Lok Sabha 2004             | 8.071.867  | 02,1 %         | 2/543           |
| 2006 | Parlamentswahl in Westbengalen 2006 | 10.512.153 | 26,6 %         | 30/294          |
| 2009 | Wahl zur Lok Sabha 2009             | 13.321.553 | 03,2 %         | 19/543          |
| 2011 | Parlamentswahl in Westbengalen 2011 | 18.547.678 | 38,9 %         | 184/294         |
| 2014 | Wahl zur Lok Sabha 2014             | 20.316.262 | 03,8 %         | 34/543          |
| 2016 | Parlamentswahl in Westbengalen 2016 | 24.564.523 | 44,9 %         | 211/294         |
| 2019 | Wahl zur Lok Sabha 2019             | 24.929.330 | 04,1 %         | 22/543          |
| 2021 | Parlamentswahl in Westbengalen 2021 | 28.735.420 | 47,9 %         | 213/294         |
| 2024 | Wahl zur Lok Sabha 2024             | 28.213.393 | 04,6 %         | 29/543          |

† Stimmenanteil bei Wahlen zur Lok Sabha bezogen auf ganz Indien, der AITC kandidierte jedoch nur in einigen wenigen Bundesstaaten.